# Laila Ingrid Rasmussen
 Der er for få eller ingen kildehenvisninger i denne artikel, hvilket er et problem. Du kan hjælpe ved at angive troværdige kilder til de påstande, som fremføres i artiklen.

Laila Ingrid Rasmussen (født 1960) er en dansk forfatter, uddannet fra Forfatterskolen 1993.

## Udgivelser
- Déjà-vu, Borgen, 1994 (Roman)
- Betingelser for liv, Lindhardt & Ringhof, 1997 (Roman)
- Stjernen, Lindhardt & Ringhof, 2002 (Roman)
- Tordenkaffe, Lindhardt & Ringhof, 2006 (Noveller)
- 12.togtben, Lindhardt & Ringhof, 2009 (logbog)
- Mit kvarter, Rosinante, 2010 (noveller)
- En skærsommerdag, Tiderne Skifter, 2016 (roman)

## Eksterne link
- Forfatterens hjemmeside